# Sarliac-sur-l’Isle
Sarliac-sur-l’Isle – miejscowość i gmina we Francji, w regionie Nowa Akwitania, w departamencie Dordogne.
Według danych na rok 1990 gminę zamieszkiwało 798 osób, a gęstość zaludnienia wynosiła 83 osób/km² (wśród 2290 gmin Akwitanii Sarliac-sur-l’Isle plasuje się na 520. miejscu pod względem liczby ludności, natomiast pod względem powierzchni na miejscu 1090.).